# Mwera (Magharibi)
Mwera è una circoscrizione mista (mixed ward) della Tanzania situata nel distretto di Magharibi, regione di Zanzibar Urbana-Ovest. Conta una popolazione di 10 238 abitanti (censimento 2012).